# Prioridad marcana
La prioridad marcana es la hipótesis de que el Evangelio de Marcos fue el primero en escribirse de los tres evangelios sinópticos y fue utilizado como fuente por los otros dos, Mateo y Lucas. Esta hipótesis es central en la discusión del problema sinóptico, la cuestión de la relación documental entre estos tres evangelios.
La prioridad de Marcos ha sido aceptada por la mayoría de los estudiosos desde finales del siglo XIX y constituye la base para la ampliamente aceptada teoría de las dos fuentes, aunque algunos eruditos apoyan diferentes formas de prioridad marcana y otros la rechazan por completo.

## Historia

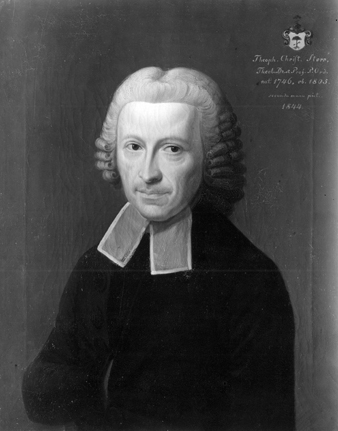
Gottlob Christian Storr.

La tradición transmitida por los Padres de la Iglesia consideraba al Evangelio de Mateo como el primer evangelio escrito. Esta visión de los orígenes del Evangelio, sin embargo, comenzó a ser cuestionada en el siglo XIX, cuando Gottlob Christian Storr propuso en 1786 que Marcos fue el primero en ser escrito. La idea de Storr se encontró con poca aceptación en un primer momento, ya que la mayoría de los estudiosos favorecían ya sea la prioridad de Mateo, bajo la hipótesis tradicional agustiniana o la hipótesis de Griesbach, o una teoría fragmentaria (según la cual, las historias sobre Jesús se registraron en varios documentos y libros más pequeños que fueron combinados por los evangelistas para crear los sinópticos). Trabajando dentro de la teoría fragmentaria, Karl Lachmann en 1835 comparó los evangelios sinópticos por pares y señaló que mientras que en el orden de los pasajes Mateo concordaban con frecuencia con Marcos contra Lucas y Lucas concordaba con frecuencia con Marcos contra Mateo, Mateo y Lucas rara vez concordaban entre sí contra Marcos. Lachmann dedujo de ello que Marcos conservaba mejor un orden relativamente fijo de episodios en el ministerio de Jesús.
En 1838, dos teólogos, Christian Gottlob Wilke y Christian Hermann Weisse, extendieron de forma independiente el razonamiento de Lachmann concluyendo que Marcos no solo representaba mejor la fuente de Mateo y de Lucas, sino también que Marcos era la fuente de Mateo y de Lucas. Sus ideas no fueron aceptadas de inmediato, pero el respaldo de Heinrich Julius Holtzmann en 1863 de una forma limitada de prioridad marcana hizo que ganara el apoyo general.
Hubo mucho debate en el momento sobre si Mateo y Lucas usaron el propio Marcos o algún proto-Marcos (Ur-Marcos). En 1899 J.C. Hawkins abordó la cuestión con un cuidadoso análisis estadístico y abogó por la prioridad marcana sin un proto-Marcos, y otros eruditos británicos pronto le siguieron reforzando el argumento, que luego recibió una amplia aceptación.
Muchos estudiosos en el siglo XX consideraban la prioridad marcana ya no solo una hipótesis, sino un hecho establecido. Sin embargo, nuevos desafíos de B.C. Butler y William R. Farmer resultaron influyentes en la reactivación de la hipótesis contraria de la prioridad mateana, y las últimas décadas han visto menos estudiosos de acuerdo de la prioridad de Marcos y más deseosos de explorar todas las alternativas.

## Teorías dependientes
Si se acepta la prioridad de Marcos, la siguiente pregunta lógica es cómo explicar el extenso material, unos doscientos versos, compartido entre Mateo y Lucas, pero no encontrado en absoluto en Marcos—la doble tradición. Además, hay cientos de casos en los que los relatos de Mateo y Lucas son paralelos a la narración de Marcos, pero están de acuerdo contra Marcos en pequeñas diferencias—los minor agreements. Las diferentes respuestas a esta pregunta dan lugar a diversas teorías sinópticas.
- La teoría más aceptada es la teoría de las dos fuentes, que Mateo y Lucas elaboraron su evangelio independientemente cada uno tanto de Marcos y de otra fuente hipotética, que los estudiosos han denominado Q. Este Q, entonces, fue el origen del material de la doble tradición, y muchas de las concordancias de menor importancia son casos en los que tanto Mateo y como Lucas siguieron la versión de Q de un pasaje en lugar de Marcos.
- La más importante teoría alternativa dentro de la prioridad marcana es la hipótesis de Farrer, según la cual Lucas fue elaborado directamente no solo de Marcos, sino también de Mateo. La doble tradición es entonces simplemente porciones de Mateo que Lucas optó por repetir, por lo que no hay necesidad de Q.
- Un híbrido de estas dos teorías es la teoría de las tres fuentes, que postula tres fuentes de Lucas: Marcos, Q y Mateo.
- La hipótesis de Wilke es similar a la de Farrer pero postula que Mateo usó a Lucas como una fuente (por lo tanto, una posterioridad mateana), en lugar de lo opuesto. Ha atraído a pocos defensores modernos.
- Una última teoría sostiene que Mateo y Lucas no tienen ninguna relación literaria más allá de su dependencia de Marcos, sino que cada uno complementa la triple tradición con fuentes orales.[18][19] Donde estas fuentes orales se superponen entre sí surgió la doble tradición, y donde se superponen también con Marcos, surgieron los minor agreements. Esta teoría, con pocos partidarios, suele considerarse como una variación en la teoría de las dos fuentes, donde Q no es un documento, sino un cuerpo de material oral, y por lo tanto llama la teoría del Q oral.

## Alternativas
El rival más prominente a la prioridad marcana es la posterioridad marcana, que sostiene que Marcos utiliza tanto Mateo como Lucas como fuente. Esta hipótesis está más asociada con la teoría de los dos Evangelios (Griesbach), que postula una mayor prioridad mateana (esto es, en orden cronológico, Mateo—Lucas—Marcos). Esta visión contempla que Marcos recogió en su mayoría el material común compartido entre Mateo y Lucas.
La prioridad mateana es también una característica de la hipótesis agustiniana, que se diferencia mediante la colocación de Marcos en el medio (esto es, en orden cronológico, Mateo—Marcos—Lucas).
La prioridad lucana se ha restablecido en las últimas décadas en la forma compleja de la teoría de la escuela de Jerusalén, que también coloca a Marcos en el medio. Aquí, Marcos usa Lucas, luego Mateo usa Marcos pero no Lucas, mientras que los tres sinópticos extraen información de una traducción griega hipotética de una obra hebrea más antigua.
Algunas teorías niegan una prioridad literaria a cualquiera de los evangelios sinópticos, afirmando que, cualquiera que sea su orden cronológico de composición, ninguno de ellos se basa en cualquiera de los otros. La teoría multi-fuente tiene a cada evangelio sinóptico combinando una mezcla distinta de documentos anteriores, mientras que la teoría de la independencia niega cualquier relación documental y considera a cada evangelio como una composición original que utiliza solo las fuentes orales.
Algunas variaciones de la prioridad marcana proponen una revisión adicional de Marcos —un Proto-Marcos (Ur-Marcos) si es anterior al Evangelio, o Deutero-Marcos si es posterior— sirviendo como fuente a Mateo y/o Lucas.

## Evidencia
Los argumentos a favor la prioridad marcana son generalmente hechos en contraste con su principal rival, la prioridad mateana, poniendo en foco la cuestión de si Mateo fue una fuente para Marcos, o viceversa. La evidencia que apoya la prioridad de Marcos es totalmente interna.
Muchas líneas de evidencia apuntan a Marcos como algún tipo de lugar especial en la relación entre los sinópticos, como el «término medio» entre Mateo y Lucas. Pero esto podría significar que Marcos es la fuente común de los otros dos (prioridad), o que se deriva de ambos (posterioridad), o incluso que es un intermediario en la transmisión de uno a los demás; en otras palabras, muchos de estos argumentos puede apoyar tanto la prioridad marcana como las de sus rivales. La famosa, la llamada «falacia de Lachmann», relativa al orden de perícopa en Marcos, una vez se utilizó para argumentar a favor de la prioridad marcana, pero actualmente es vista como una observación en gran medida neutral.
Los argumentos modernos a favor o en contra de prioridad de Marcos tienden a centrarse en la plausibilidad redaccional, pidiendo, por ejemplo, si es más razonable que Mateo y Lucas pudieron haber sido escritos como se hicieron con Marcos en la mano; o que Marcos podría haber sido escrito como se hizo con Mateo y Lucas en la mano; y si ninguna justificación coherente se puede discernir subyacente la actividad redaccional de los evangelistas posteriores.
También hay que recordar, en lo que concierne a las cuestiones de redacción detallada, que hay cierta incertidumbre en los textos evangélicos en sí mismos, como la crítica textual de los evangelios es todavía un campo activo, que ni siquiera puede decidir, por ejemplo, el final original de Marcos. Tales cuestiones a menudo se cruzan con el problema sinóptico; por ejemplo, Streeter célebremente rechazó muchos de los minor agreements, tan problemáticos para la teoría de las dos fuentes, apelando a la corrupción textual impulsada normalmente por la armonización.

### Estilo marcano
El estilo de Marcos del griego es único entre los Evangelios, poco sofisticado y sin refinar, a menudo incómodo o incluso incorrecto. Marcos está lleno de latinismos, en modismos y en vocabulario. Marcos tiende a conjuntar verbos y frases sencillas con καὶ (y); de hecho, más de la mitad de los versículos de Marcos comienzan con καὶ. Marcos es especialmente aficionado al uso de εὐθὺς (inmediatamente) y πάλιν (de nuevo), con frecuencia utiliza expresiones duales, y a menudo prefiere el presente histórico. En esencia, entonces, el estilo de Marcos no es tanto literario como tan completamente coloquial.
Los pasajes paralelos de Mateo y sobre todo en Lucas tienden a estar en un estilo más pulido y elocuente del griego literario. Cuando Marcos usa una palabra o expresión inusual, Mateo y Lucas a menudo la sustituyen algo más natural. A pesar de que a menudo añaden material substancial, tienden a recortar los despidos y la verbosidad de Marcos y expresar el significado de manera más concisa.
Los partidarios de prioridad marcana ven esto como que Mateo y Lucas mejoran el estilo del material que incorporan de Marcos. Los partidarios de la posterioridad marcana, sin embargo, ven Marcos refundiendo material de Mateo y Lucas en su peculiar estilo, menos parecido al de la elevada literatura y más en un estilo vivo, de rápido movimiento, propio de la predicación oral.

### Contenido no presente en Marcos
El evangelio de Marcos es, por mucho, el más corto, poco más de la mitad de la longitud de Lucas, y omite mucha de la encontrada en Mateo y Lucas. De hecho, mientras que la mayor parte de Marcos está incluida en los otros dos sinópticos, el material adicional compartido entre Mateo y Lucas por sí solo es bastante extenso.
Si bien la prioridad marcana fácilmente ve a Mateo y Lucas basándose en Marcos añadiendo nuevo material, la posterioridad marcana debe explicar algunas omisiones sorprendentes. Marcos no tiene ningún relato de la infancia ni ninguna versión de la Oración del Señor, por ejemplo.
Tampoco Marcos tiene más de un puñado de perícopas único. Esto se espera la prioridad marcana, donde Mateo ha reutilizado casi todo lo que encuentra en Marcos; pero si Marcos escribió posteriormente, es más difícil de explicar por qué se agrega tan poco material nuevo. Pero la selección de material de Marcos debe explicarse en cualquiera de los casos, a menos que debamos creer que Marcos no sabía nada más acerca de Jesús que lo que él escribió. Bauckham argumenta que el contenido de Marcos se limita a lo que el propio Pedro había sido testigo, o al menos, lo que había aprendido de los colaboradores de confianza. Powers argumenta que el propósito de Marcos es fundamentalmente kerygmático, necesitando mantener la atención de los extranjeros que escuchaban el evangelio predicado por primera vez, por lo que se centró en quién era Jesús y lo que hizo, dejando de lado el tipo de largas enseñanzas que dominan en la doble tradición y la mayoría del material propio de Mateo (Mateo Especial o M). Así que, con el proceso de selección de Marcos mejor entendido, sus omisiones per se ya no se consideran como tales pruebas convincentes para la prioridad marcana.

### Contenido único de Marcos
Hay muy pocos pasajes de Marcos sin paralelo en Mateo o Lucas, lo que los hace aún más significativos:
- La parábola del crecimiento de la semilla (Marcos 4, 26-29).
- La sanación de un sordomudo en la Decápolis (Marcos 7, 31-37).
- La sanación de un ciego en Betsaida (Marcos 8, 22-26).
- El joven que huyó desnudo (Marcos 14, 51-52).

Si Marcos proviene de Mateo y Lucas, es difícil ver por qué iba a añadir tan poco material, si fuera a añadir nada en absoluto, y la elección de las adiciones también es bastante extraña. Por otro lado, si Marcos escribió primero, es más fácil ver por qué Mateo y Lucas omiten estos pasajes. Estos dos curaciones son las únicas en los sinópticos que implican el uso de saliva (exceptuando la curación del ciego de nacimiento en Juan 9), y el fugitivo desnudo es un incidente oscuro sin significado o propósito obvio.
Pero esto no cuenta la historia por completo: Marcos tiene (dependiendo del método de conteo) unos 155 versos que no están incluidos ni en Mateo ni en Lucas, casi una cuarta parte de la totalidad de su Evangelio. La mayoría de estos son detalles omitidos en los pasajes paralelos, en lugar de distintas perícopas. De hecho, a excepción del material de dichos, casi cada perícopa en Marcos es más larga que sus paralelos en Mateo y Lucas. Un ejemplo ilustrativo es la calma de la tempestad:
| Mateo 8, 23–25 | Lucas 8, 22–24 | Marcos 4, 35–38 |
| --- | --- | --- |
| Y entrando él en la barca, sus discípulos le siguieron. Y he aquí que se levantó en el mar una tempestad tan grande que las olas cubrían la barca; pero él dormía. Y vinieron sus discípulos y le despertaron, diciendo: ¡Señor, sálvanos, que perecemos! | Aconteció un día, que entró en una barca con sus discípulos, y les dijo: Pasemos al otro lado del lago. Y partieron. Pero mientras navegaban, él se durmió. Y se desencadenó una tempestad de viento en el lago; y se anegaban y peligraban. Y vinieron a él y le despertaron, diciendo: ¡Maestro, Maestro, que perecemos! Despertando él, reprendió al viento y a las olas; y cesaron, y se hizo bonanza. | Aquel día, cuando llegó la noche, les dijo: Pasemos al otro lado. Y despidiendo a la multitud, le tomaron como estaba, en la barca; y había también con él otras barcas. Pero se levantó una gran tempestad de viento, y echaba las olas en la barca, de tal manera que ya se anegaba. Y él estaba en la popa, durmiendo sobre un cabezal; y le despertaron, y le dijeron: Maestro, ¿no tienes cuidado que perecemos? |

Los detalles únicos de Marcos tienden a ser, por necesidad, los no esenciales. La prioridad marcana ve a Mateo y a Lucas recortando detalles narrativos triviales a favor del extenso material que deseaban agregar en otro lugar. Pero bajo la posterioridad marcana, Marcos debe haber añadido todos estos detalles para hacer sus historias más vívidas y claras. En cualquier caso, Marcos debe haber tenido una fuente independiente (tradicionalmente, Pedro) que abarca casi toda su Evangelio; pero si es así, la posterioridad marcana requiere un tejido complejo y hábil en conjunto de esta fuente con Mateo y Lucas, incluso dentro de las oraciones individuales, lo que habría sido una tarea difícil.

### Lecturas difíciles
A menudo, las diferencias en Marcos de los paralelos de Mateo y Lucas son «lecturas difíciles», que parecen retratar a Jesús o los apóstoles de forma negativa o de maneras que un redactor posterior probablemente encontraría desagradable. La prioridad marcana sostiene que estas lecturas difíciles tenían más probabilidades de ser originales de Marcos, y luego suavizadas u omitidas cuando Mateo y Lucas las encontraron, en lugar ser añadidas por Marcos a los relatos que carecen de ellas.
Las lecturas difíciles notables únicas de Marcos incluyen:
- «Y no pudo hacer allí ningún milagro, salvo que sanó a unos pocos enfermos, poniendo sobre ellos las manos. Y estaba asombrado de la incredulidad de ellos. Y recorría las aldeas de alrededor, enseñando» (Marcos 6, 5-6) vs. «Y no hizo allí muchos milagros, a causa de la incredulidad de ellos» (Mateo 13, 58).
- Jesús «sanó a muchos que estaban enfermos» (Marcos 1, 34) vs. «todos los enfermos» (Mateo 8, 16, Lucas 4, 40).
- «Cuando lo oyeron los suyos, vinieron para prenderle; porque decían: ‹Está fuera de sí›» (Marcos 3, 21; único).
- En la tormenta en el mar, los discípulos preguntan «¿no tienes cuidado que perecemos?» (Marcos 4, 38) vs. «¡sálvanos, que perecemos!» (Mateo 8, 25; Lucas 8, 24). Jesús responde «¿Cómo no tenéis fe?» (Marcos 4, 40) vs. «¿Por qué teméis, hombres de poca fe?» (Mateo 8, 26) o «¿Dónde está vuestra fe?» (Lucas 8, 25).
- «[Refiriéndose a sus discípulos] estaban endurecidos sus corazones» (Marcos 6, 52 . 8, 17-18, único).
- Santiago y Juan piden a sentarse al lado de Jesús en su reino (Marcos 10, 35) vs. su madre hace la petición (Mateo 20, 20).

La posterioridad marcana se enfrenta a la tarea más difícil de explicar como cambia esto Marcos, pero lo hace apelando a la afición de Marcos de tener un gran detalle y crudeza, contrastando las enseñanzas de Jesús con las actitudes de los que le rodean.

### Orden
Comparando el orden secuencial de las perícopas paralelas entre los tres sinópticos, la disposición a menudo varía, pero algunos patrones generales emergen. Marcos casi siempre sigue a Mateo y Lucas, estando de acuerdo en el orden, y con uno o con el otro cuando están en desacuerdo. Por otro lado, las perícopas de la doble tradición compartida entre Mateo y Lucas muestran poca concordancia en su orden.
Estas observaciones han sido estudiados en detalle por siglos, pero la dificultad ha estado en cómo interpretarlos. La prioridad marcana ve este orden como el apoyo a Mateo y Lucas al orden de Marcos; la posterioridad marcana, sin embargo, considera a este orden como prueba de que Marcos sacó alternativamente de Mateo y Lucas. Incluso la hipótesis agustiniana sostiene que Marcos se adapta al orden de Mateo, y entonces Lucas se adapta al orden de Marcos.

### Dualismos
Marcos muestra predilección especial para los «dualismos» de diversos tipos, en los cuales se repite básicamente lo mismo en dos frases adyacentes. En la mayoría de los casos, los pasajes paralelos de Mateo y Lucas hacen eco de solamente a uno de los dos, y a menudo sucede que Mateo elige uno y Lucas elige el otro. Algunos ejemplos destacados:
- «Cuando llegó la noche, luego que el sol se puso» (Marcos 1, 32).

«cuando llegó la noche» (Mateo 8, 16) + «Al ponerse el sol» (Lucas 4, 40).
- «la lepra se fue de aquél, y quedó limpio» (Marcos 1, 42).

«la lepra se fue de él» (Lucas 5, 13) + «su lepra desapareció [quedó limpia]» (Mateo 8, 3).
- «la palabra que se sembró en sus corazones» (Marcos 4, 15).

«su corazón la palabra» (Lucas 8, 12) + «fue sembrado en su corazón» (Mateo 13, 19).
- «Entonces vinieron a Jericó; y al salir de Jericó él y sus discípulos y una gran multitud» (Marcos 10, 46).

«Aconteció que acercándose Jesús a Jericó» (Lucas 18, 35) + «Al salir ellos de Jericó» (Mateo 20, 29).
- «luego que entréis en ella» (Marcos 11, 2).

«luego» (Mateo 21, 2) + «al entrar en ella» (Lucas 19, 30).
- «buscaban los principales sacerdotes y los escribas cómo prenderle por engaño y matarle» (Marcos 14, 1).

«Y los principales sacerdotes y los escribas buscaban cómo matarle» (Lucas 22, 2) + «para prender con engaño a Jesús, y matarle» (Mateo 26, 4).
- «El primer día de la fiesta de los panes sin levadura, cuando sacrificaban el cordero de la pascua» (Marcos 14, 12).

«El primer día de la fiesta de los panes sin levadura» (Mateo 26, 17) + «el día de los panes sin levadura, en el cual era necesario sacrificar el cordero de la pascua» (Lucas 22, 7).
- «hoy, en esta noche» (Marcos 14, 30).

«hoy» (Lucas 22, 34) + «esta noche» (Mateo 26, 34).
- «Cuando llegó la noche, porque era la preparación, es decir, la víspera del día de reposo» (Marcos 15, 42).

«Cuando llegó la noche» (Mateo 27, 57) + «Era día de la preparación, y estaba para comenzar el día de reposo» (Lucas 23, 54).
Los partidarios de la posterioridad marcana postulan que estos son casos claros de Marcos fusionando los relatos paralelos de Mateo y Lucas. Los partidarios de la prioridad marcana, por otro lado, apuntan a un mayor número de casos en los que Mateo y Lucas han elegido la misma mitad de un dualismo marcano y argumentan que, cuando cada evangelio recorta estas expresiones redundantes, a veces por casualidad Mateo y Lucas eligen opciones opuestas. Es difícil de juzgar, sin embargo, como la elección rara vez puede ser visto como arbitraria.
Riley señala una observación más reveladora, sin embargo. Cuando Mateo tiene una o las dos mitades de un dualismo marcano, usualmente ocurre cuando Mateo y Marcos están siguiendo la misma secuencia; cuando Lucas tiene una o las dos mitades de un dualismo marcano, siempre ocurre cuando Lucas y Marcos están siguiendo la misma secuencia. Esto se espera bajo la posterioridad marcana, asumiendo que el relato de Marcos puede referirse más fácilmente a Mateo desde la memoria; pero es más difícil de explicar bajo la prioridad marcana.

### Fatiga editorial
Goodacre enumera una serie de ocasiones en las que parece que Mateo o Lucas comienzan alterando Marcos, pero se cansan y terminan copiando de Marcos directamente, incluso cuando hacerlo no es coherente con los cambios que ya han hecho.
Por ejemplo, Mateo es más preciso que Marcos en los títulos que él da a los gobernantes, y en un principio da a Herodes Antipas el título correcto de «tetrarca» (Mateo 14, 1), sin embargo, erróneamente lo llama «rey» (Mateo 14, 9) unos versos más tarde, al parecer porque estaba copiando de Marcos (Marcos 6, 26) en ese punto.
Otro ejemplo es la versión de Lucas de la parábola del sembrador, con respecto a la semilla sembrada en terreno pedregoso (Marcos 4, 5-6.16-17; Lucas 8, 6-13), donde Lucas omite varios elementos de la parábola, pero luego sigue a Marcos en la interpretación de la parábola. Lucas dice simplemente que la semilla se marchitó por falta de humedad y no menciona que la semilla brota rápidamente, ni su falta de raíces, ni que se quemó por el sol; sin embargo, estas omisiones se mantienen en la interpretación como, respectivamente, recibiendo la palabra con gozo no teniendo raíces firmes, y el tiempo de la tentación.
Este fenómeno, junto con la falta de contraejemplos de fatiga que ocurre en la dirección opuesta, apoya la prioridad marcana.

### Nombramiento de testigos oculares
Cuando Marcos menciona a alguien por su nombre, alguien no conocido originalmente que podría haber quedado en el anonimato, Bauckham argumenta que se debe a que con su audiencia en el momento podría referirse a ellos como testigos vivos. Varias personas se nombran solo en Marcos:
- Bartimeo (Marcos 10, 46; Mateo 20, 30; Lucas 18, 35).
- Alejandro y Rufo (Marcos 15, 21; Mateo 27, 32; Lucas 23, 26).
- Salomé (Marcos 15, 40, 16, 1; Mateo 27, 55–56; 28, 1; Lucas 23,49; 24, 10).

La situación inversa de Mateo o Lucas nombrando a los omitidos en Marcos nunca ocurre. Si, como argumenta Bauckham, la razón de la omisión de estos nombres en Mateo y Lucas es que estas personas ya habían muerto, este fenómeno presta apoyo a la composición temprana de Marcos.

### Evidencias externas

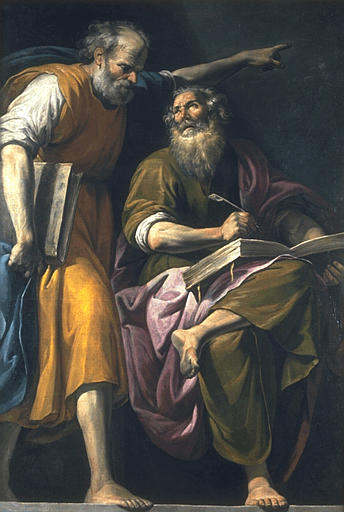
Pasqualotto, San Marcos escribe su Evangelio al dictado de San Pedro,.

La evidencia patrística temprana registra unos tradiciones sobre los orígenes de los evangelios sinópticos. Nunca indica que un evangelio utilizó otro como fuente y muestra poca preocupación incluso para su orden cronológico; la atención se centró más bien en quien los compuso y de su autoridad apostólica. La evidencia que hay en cuanto al orden de la composición o de la publicación se considera como un acuerdo prácticamente unánime sobre la colocación de Mateo primero.
La fuente relevante más temprana es Papías (c. 105), cuyo fragmentos sobrevivientes reportan dos hechos notables, que resonaron por la mayoría de fuentes posteriores. El evangelista Marcos, dice, fue el intérprete de Pedro y compiló su Evangelio de la predicación de Pedro en Roma, que luego sancionado por Pedro para su uso en las iglesias. Mateo el Apóstol por el contrario, escribió por su propia cuenta en «dialecto hebreo».
Esta reporte del origen de Marcos se ve como probablemente genuino por muchos estudiosos, aunque no todos. Si es así, la fuente de Marcos no es los otros dos sinópticos, sino Pedro; a menos que el propio Pedro se basara en ellos, como algunos proponen.
La curiosa afirmación de que la logia de Mateo (como Papías la llama) fue escrita en el «dialecto hebreo», la forma ordinaria para referirse tanto al hebreo o al arameo, se ha discutido mucho. La dificultad es que el Mateo canónico está en griego y no parece ser una traducción, ni cualquier versión original en hebreo ha sido conocida. Algunos estudiosos han argumentado que Papías simplemente quiso decir «un estilo semítico» en griego. Otros teóricos sinópticos han especulado sobre algún rol de esta logia como fuente para los Evangelios canónicos; la hipótesis, por ejemplo, que el Mateo canónico era una recensión del uso de la logia, tomando también del Evangelio de Marcos, fue la base original para la teoría de las dos fuentes.
Efrén (c. 350) es más explícito sobre las lenguas de los Evangelios: «Mateo en hebreo escribió esto, y he aquí que se convirtió en griego [...] Mateo escribió el Evangelio en hebreo; Marcos en latín de Simón en la ciudad de Roma; Lucas, en griego», y esto se repite en muchas fuentes posteriores. La escritura de Marcos en latín pudo haber surgido solo por inferencia, pero es cierto que el Marcos canónico exhibe numerosos latinismos, y algunos han argumentado que en verdad el Marcos canónico fue traducido de un original latino. La mayoría de los estudiosos, sin embargo, rechazan este punto de vista y consideran el original griego.
Ireneo (c. 185), que conocía la obra de Papías, ofrece el primer informe existente de los orígenes de Lucas (a los que más tarde, las fuentes añaden poco) y de los cuatro Evangelios juntos:
Así Mateo, entre los hebreos en su propio dialecto, dio a luz un escrito del Evangelio, mientras que Pedro y Pablo en Roma fueron evangelizando y fundando la iglesia. Pero después de su partida Marcos, el discípulo e intérprete de Pedro, él mismo entregó lo que fue predicado por Pedro hasta nosotros por escrito. Y Lucas, el seguidor de Pablo, expone en un libro el evangelio que fue predicado por él. Luego Juan, el discípulo del Señor y también el que se apoyó en su pecho, también publicó el Evangelio cuando residía en Éfeso de Asia.
Es dudoso que Ireneo pretende dar un orden cronológico en este pasaje; «mientras que» no tiene por qué ser entendido temporalmente, y «después de su salida» no necesariamente indica el momento de la composición, sino simplemente que el testimonio de los apóstoles sobrevivió por escrito, incluso después de que ellos mismos se habían ido. En otros lugares Ireneo con frecuencia prefiere el orden Mateo–Lucas–Marcos–Juan al abordar los Evangelios juntos, y este orden se repite a partir de entonces comúnmente en una amplia variedad de fuentes antiguas. De hecho, las primeras Biblias y cánones disponían los cuatro Evangelios en muchas secuencias diferentes, aunque la mayoría coloca a Mateo en primer lugar entre los sinópticos.
De Clemente (c. 195), que probablemente también conocía la obra de Papías, viene una declaración única y muy discutida que los evangelios con las genealogías (es decir, Mateo y Lucas) fueron «escritos antes» (progegraphthai), en contraste con Marcos. Farmer señaló esto como apoyo a la posterioridad de Marcos, pero Carlson argumentó que la palabra es mejor interpretada como «publicados abiertamente», en contraste con la circulación inicialmente privada de Marcos.
Orígenes (c. 250), discípulo de Clemente que también conocía la obra de Ireneo, enumera los Evangelios de la siguiente manera: «Como aprendió por tradición [...] el primer escrito fue Mateo [...] el segundo, Marcos [...] el tercero, Lucas [...] después de todo de ellos, Juan». La mayoría de los lectores de entonces y ahora han visto esto como una declaración clara de la cronología, aunque algunos han puesto en duda que era la intención de Orígenes. En cualquier caso, este orden canónico fue cada vez más aceptado en ese tiempo, y fuentes posteriores aceptaron esta secuencia temporal.
Agustín (c. 400) recita este orden cronológico tradicional y añade sus propias inferencias influyentes. Negando que cada evangelista escribió en la ignorancia de sus predecesores, él describe a Marcos como «aparentemente un asistente y compendiador» de Mateo. Más tarde, en la misma obra, Agustín revisa su opinión y ve a Marcos como siguiendo no solo Mateo, sino también a Lucas; Marcos «camina con ambos». Esto es a veces visto como la primera sugerencia de que un Evangelio utilizó otro como fuente, pero no es del todo claro si Agustín tenía dependencia literaria en mente.
En resumen, la evidencia externa se opone a Mateo usando Marcos, ya que Mateo fue escrito primero; y contra Marcos, utilizando directamente Mateo; a menos que tal vez alguno de estos evangelios canónicos es una traducción al griego influenciada por el otro. El consenso patrístico, más bien, era la independencia literaria. Pero el valor de esta evidencia externa es incierta; la mayoría de los estudiosos sinópticos lo consideran como siendo de poca ayuda y se centran casi exclusivamente en la evidencia interna en su lugar.